# Gonatus middendorffi
Gonatus middendorffi is een inktvissensoort uit de familie van de Gonatidae. De wetenschappelijke naam van de soort is voor het eerst geldig gepubliceerd in 1981 door Kubodera & Okutani.